# If You Love Somebody Set Them Free
If you love somebody set them free is een single van Sting. Het is de eerste single afkomstig van zijn studioalbum The Dream of the Blue Turtles. Deze hit van Sting werd vervolgens opgenomen in diverse verzamelalbums van de artiest.
Sting verklaarde dat hij het lied geschreven had als tegenhanger van Every Breath You Take, dat hij schreef voor The Police. Hij zong het veelvuldig tijdens zijn soloconcerten. The Dead Milkmen kwam in 1990 met een parodie onder de titel If you love somebody, set them on fire. In februari 1995 zong Sting het in duetvorm met Heather Small begeleid door M People, die het ook een dance-uitvoering meegaf.
De single werd in diverse versies uitgebracht met meestentijds Another day als B-kant. Als er sprake was van een cd-single werden remixen van het lied bijgevoegd. Een van de remixen was daarbij van William Orbit, de ander van John Benitez.
De bijbehorende videoclip kwam tot stand onder leiding van Kevin Godley en Lol Creme, toen al lang ex-10cc.
Sting koos de volgende muzikanten om hem te begeleiden:
- Dolette McDonald en Janice Pendarvis als achtergrondzangeressen
- Sting met zang en gitaar
- Darryl Jones op basgitaar
- Kenny Kirkland op toetsinstrumenten
- Branford Marsalis op saxofoon en percussie
- Omar Hakim achter het drumstel.

## Hitnotering
Sting haalde met deze single de derde plaats in de Billboard Hot 100. Het stond achttien weken in die lijst en werd de bestverkochte solosingle van Sting in de Verenigde Staten. Tears for Fears met Shout en Paul Young met Everytime You Go Away hielden Sting van de eerste plaats af. In het Verenigd Koninkrijk kwam de single niet goed van de grond. Hij stond zeven weken in de UK Singles Chart en piekte op plaats zesentwintig. Ook Nederland liep niet echt warm voor deze single.

### Nederlandse Top 40
| Positie: | 40 | 39 | 38 | 35 | 37 | uit |

### Nederlandsemega top 50
| Positie: | 48 | - | - | 42 | 44 | 44 | - | 38 | 38 | uit |

### BelgischeBRT Top 30
| Positie: | 22 | 12 | 29 | 18 | - | 24 | 13 | uit |

### VlaamseUltratop 30
| Positie: | 30 | 18 | 13 | 15 | 15 | 34 | 34 | 24 | 38 | uit |

### NPO Radio 2 Top 2000
| Nummer met noteringen in de NPO Radio 2 Top 2000 | '09  | '10  | '11  |
| ------------------------------------------------ | ---- | ---- | ---- |
| If You Love Somebody Set Them Free               | 1918 | 1866 | 1902 |

1. ↑  Een vetgedrukt getal geeft de hoogste notering aan.
2. ↑  2009 was het eerste jaar met een notering voor dit nummer.
3. ↑  Deze tabel is bijgewerkt tot en met de laatste editie (2024).